# Morondava
Morondava, gradić na zapadnoj obali Madagaskara s 33 372 stanovnika, upravno središte Regije Menabe i distrikta (fivondronana) Menabe u Provinciji Toliara.
Većina stanovnika su Sakalave, ali ima i dosta doseljenika Indije, Jemena, Somalije i Komora.

## Povijest
Morondava je bila prijestolnica drevnog Kraljevstva Menabe naroda Sakalava, koje je egzistiralo od početka 15. stoljeća zahvaljujući cvjetajućoj trgovini robljem između Sakalava i arapskih i europskih trgovaca. Grad i danas predstavlja kultno mjesto za Sakalave koji svakih deset godina dolaze na svoje veliko okupljanje kraj nedalekog sela Belo, kako bi na obalama rijeke Tsiribihine upriličili obred zvan fitampoha (pranje kraljevskih relikvija).

## Turizam i ekologija
U posljednje vrijeme pokušava se Morondavu pretvoriti u turističko odredište zbog okolne savane i pješčanih plaža. Grad je danas svjetski poznat po svojoj Aveniji boababa koja se nalazi pored Morondave. Ta divovska drva, pojedina stara i po 800 godina, danas su jedini ostaci nekoć bujnih šuma koje su postojale pored grada. Kako se množilo stanovništvo tako je nestajalo i šuma, a te baobabe nisu dirali iz vjerskih razloga.
U bližoj okolini grada na 60 km nalazi se rezervat prirode Šuma Kirindi. U daljnjoj okolini, oko 150 km sjeverno, nalazi se Rezevat prirode Tsingy de Bemaraha. Godine 1990. uvršten je na UNESCO-ov popis svjetske baštine zbog jedinstvenih geografskih obilježja, očuvanih šuma mangrova, brojnih vrsta ptica i velike populacije lemura.

## Geografska i klimatska obilježja
Morondava leži u lijevim rukavcima delte rijeke Morondave (koordinate: 20°17′5″S 44°19′3″E / 20.28472°S 44.31750°E) na obali Mozambičkog kanala. Kraj oko grada je ravničarska savana prošarana rijetkim baobabima, između ostalih tu rastu endemski malgaški baobabi Adansonia grandidieri.
Morondava je udaljena oko 646 km jugozapadno od glavnog grada Antananariva državnom cestom br. 36. Klima je vruća tropska, prosječna dnevna temperatura je oko 30°C i više.

## Gospodarstvo i promet
Morondava ima manju luku u Mozambičkom kanalu koja je lokalnog značaja. Iz nje se uglavnom izvoze kozice, poljoprivredni proizvodi i stoka iz unutrašnjosti. Kao prometnica prema unutrašnjosti rabi se rijeka i male piroge. Grad posjeduje i malu zračnu luku (IATA: MOQ ICAO: FMMV) iz koje domaći prijevoznik Air Madagascar održava letove za Antananarivo.
Ribolov (lov na kozice), stočarstvo (uzgoj zebua) i poljoprivreda (uzgoj riže, manioka, kukuruza i pamuka) najvažnije su gospodarske grane u regiji.

## Vanjske poveznice
- Morondava balnéaire na portalu madaconnection.com  Arhivirana inačica izvorne stranice od 8. prosinca 2015. (Wayback Machine)
- Journal from Morondava, Madagascar